# Юрінська порода
Ю́рінська поро́да — порода великої рогатої худоби з України та Росії подвійного призначення.

## Історія селекції
Спочатку порода була виведена в районі нинішніх Гірськомарійського та Юринського районах в Марі Ел з місцевої чуваської марійської породи, в яку майже сто років перевели тирольську сіру та пізніше швіцьку породу. Червона Горбатівська також мала вплив на породу. Наприкінці 19-го століття були також коричнева порода, флекфи, німецька чорно-ряба порода, холмогорська порода та інші породи схрещені. З 1908 р. Юринська порода була лише чистокровною. 1917 року держава взяла на себе контроль за селекцією. У 1934 р. була представлена племінна книга. У 1941 р. Юринська порода була офіційно визнана породою подвійного призначення.

## Характеристика
- Порода не дуже однорідна
- Колір коричневий або червоний із безліччю відтінків, іноді білі плями внизу живота та ніг
- Голова легка, але компактна; коротка морда; виступаюча потилиця
- Роги невеликі, тонкі, переважно світлі з чорними кінчиками
- Шия широка і пряма, велика росла
- Пряма і помітна холка
- Спина рівна
- Поперек широкий, прямий, але часто у формі даху
- Піднятий круп, задні ноги далеко розведені, хвіст високо поставлений
- Вим'я середнього розміру з рівними чвертями; соски великі та широко розставлені; прозорі вени вимені
- Шкіра пухка, еластична; хутро м'яке
- Вага корів 480—500 кг, биків 650—700 кг
- Надій молока 2500 — 3000 л. з 3,8 — 4,2 % жиру, хороший термін зберігання
- Стійкість до захворювань на лейкоз, туберкульоз та бруцельоз

## Поширення
Юринська порода трапляється лише в Гірськомарійському районі в Марі Ел. Поголів'я зменшилось із 46 000 у 1974 році до 3500 у 1983 році.